# Atlantis Paradise Island

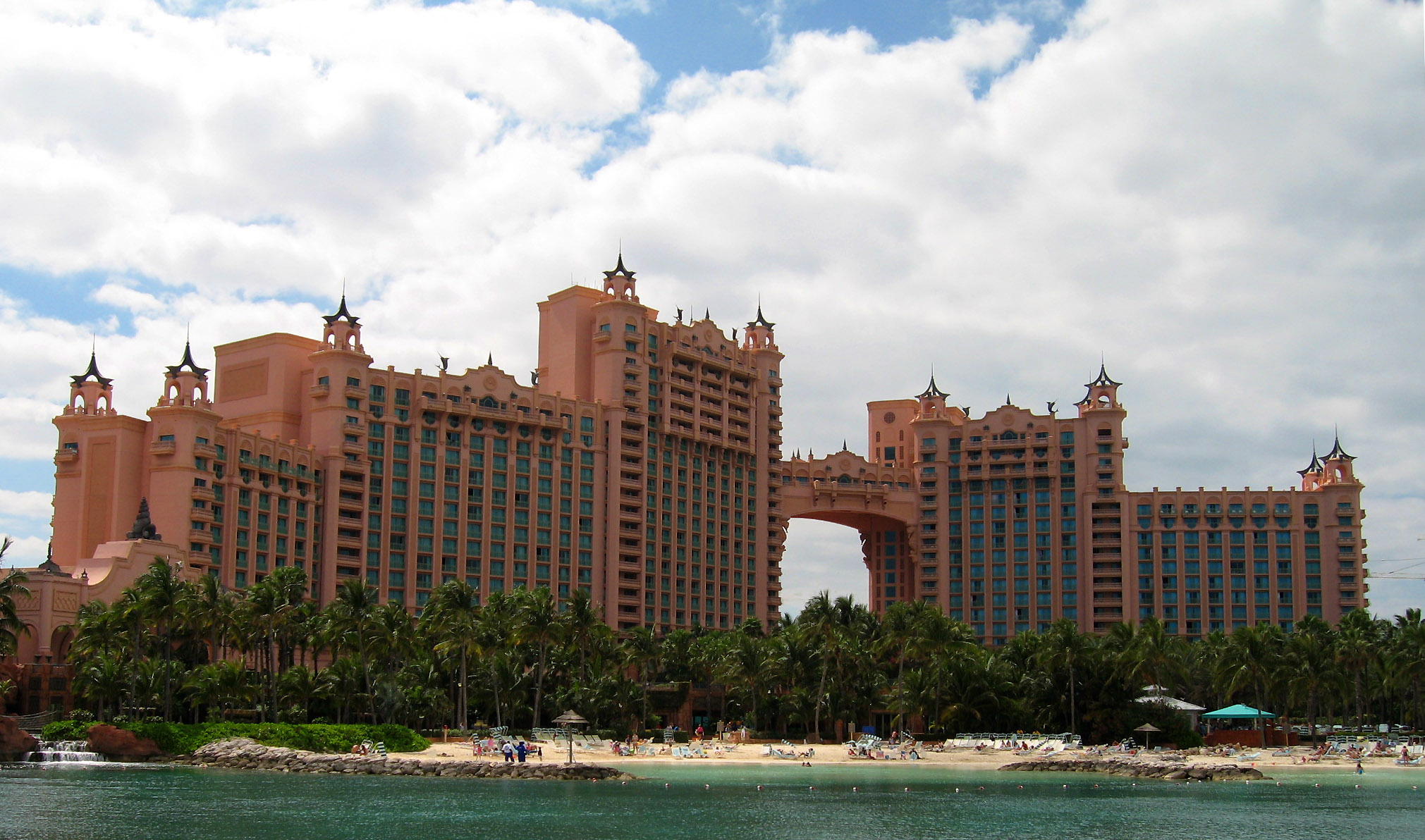
Le Royal Towers dell'Atlantis Paradise Island

L'Atlantis Resort and Casino è un resort e parco acquatico situato presso Paradise Island, alle Bahamas.

## Storia
Inaugurato ufficialmente nel 1998, il resort è stato creato dal magnate degli alberghi sudafricano Sol Kerzner e dalla Kerzner International Limited. Inizialmente conosciuto come Trump Plaza, il nome è stato cambiato in quello attuale quando sono state costruite le due torri reali, in base alle quali il resto dell'impianto è stato poi adeguato. Il 28 marzo 2007 un hotel dotato di seicento stanze chiamato The Cove Atlantis è stato aperto presso l'Atlantis Paradise Island.
L'Atlantis Paradise Island è stato il set di numerosi film fra cui Holiday in the Sun (2001) After the Sunset (2004), Trappola in alto mare (2005), Duplicity (2009), serie televisive come Friends, Tutto in famiglia ed Ugly Betty e video musicali come She Bangs di Ricky Martin, Never Let You Go di Justin Bieber. Inoltre è stato il luogo in cui si è svolta la finale di Miss Universo 2009.